# Empecamenta angulata
Empecamenta angulata är en skalbaggsart som beskrevs av Louis Burgeon 1945. Empecamenta angulata ingår i släktet Empecamenta och familjen Melolonthidae. Inga underarter finns listade i Catalogue of Life.